# Triraphideae
Triraphideae, tribus trajnica iz porodice trava, dio potporodice Chloridoideae. Tribus je opisan 2010.
Postoji desetak vrsta unutar tri roda,  Nematopoa C. E. Hubb. (1 sp.) je sinonim za Triraphis.

## Rodovi
1. Habrochloa C. E. Hubb. (1 sp.)
2. Neyraudia Hook. fil. (4 spp.)
3. Triraphis R. Br. (8 spp.)